# Gymnocanthus detrisus
Gymnocanthus detrisus és una espècie de peix pertanyent a la família dels còtids.

## Descripció
- Fa 29 cm de llargària màxima.[6][7]

## Hàbitat
És un peix marí, demersal i de clima temperat que viu entre 15 i 450 m de fondària.

## Distribució geogràfica
Es troba al Pacífic nord: des de l'est de Hokkaido (el Japó) fins al mar de Bering.

## Observacions
És inofensiu per als humans.